# ナイラナ級航空母艦
ナイラナ級航空母艦（Nairana class escort carrier）はイギリス海軍が第二次世界大戦中に建造した護衛空母の艦級で2隻が就役した。

## 概要
イギリス海軍が自国の通商路を保護するために船から改装して建造・就役させた護衛空母のクラスである。就役後はジブラルタル船団の護衛から北大西洋で援ソ船団護衛に従事した。
基本設計は本級より以前に建造された「カンパニア」で用いられたリベット工法の頑丈な船体に搭載機のほぼ全てを艦内に格納できる広い格納庫を持ち、カタパルトなしでも複葉機を発艦可能な縦に長い飛行甲板を持つイギリス海軍式の設計で行われた。
大戦後に本級の1隻である「ナイラナ」がオランダ海軍に貸与されて同国の航空母艦「カレル・ドールマン」として就役した。

## 参考図書
- 「世界の艦船 増刊第71集　イギリス航空母艦史」（海人社）